# Каланка (гора)
Каланка (англ. Kalanka) — гірська вершина в Індії (Ґархвал (регіон), Уттаракханд). Висота 6931 м н.р.м.
Перші спроби сходження було здійснено в 1974 р., але перше вдале сходження мало місце лише в 1975 р.

## Перше сходження
Чомусь це важливе перше сходження залишилося поза увагою більшої частини західної альпіністської преси. Експедицію Kamiichi Hoso-Kai Expedition очолював Ikuo Tanabe, до складу входили: Noriaki Ikeda, Tsuneo Kouma і Kazumasa Inoue.
Вони залишили Лату 5 травня, 7-го перетнули Dharansi і встановили базовий табір на висоті 4700 м н.р.м. на льодовику Рамані. Табір-І встановили на висоті 5400 м н.р.м. на західній стороні «Перевалу Шиптона». До 30 травня усе спорядження було переправлено через перевал і був створений табір II на дальньому боці перевалу (Changabang Glacier) на висоті 5600 м н.р.м. 1 червня табір III був поміщений в 6100 м на південь від вершини Каланки нижче південного боку, захищеного величезним сераком. 2 червня Ікеда, Коума і Сінгх, один з двох висотних носильників, пройшли на південь до сідловини Changabang-Kalanka, в той час як Іноує і Танабе розбили табір IV на висоті 6300 м н.р.м. в льодопаді з південного боку. 3 червня 1975 р. троє з сідловини почали сходження на західний гребінь. Двоє з табору IV також почали підйом о 2:30 вечора. Всі п'ять членів експедиції досягли вершини (6931 м н.р.м.) о 4:40. На спуску вони розбили табір на висоті 6800 м н.р.м.

## Виноски
1. ↑  Amer. Alpine J. — 1978. — Vol. 21, No 52. — P. 600.
2. ↑  Архівована копія. Архів оригіналу за 19 березня 2022. Процитовано 25 березня 2022.{{cite web}}:  Обслуговування CS1: Сторінки з текстом «archived copy» як значення параметру title (посилання)